# Steinkreuz bei Ottmannsberg

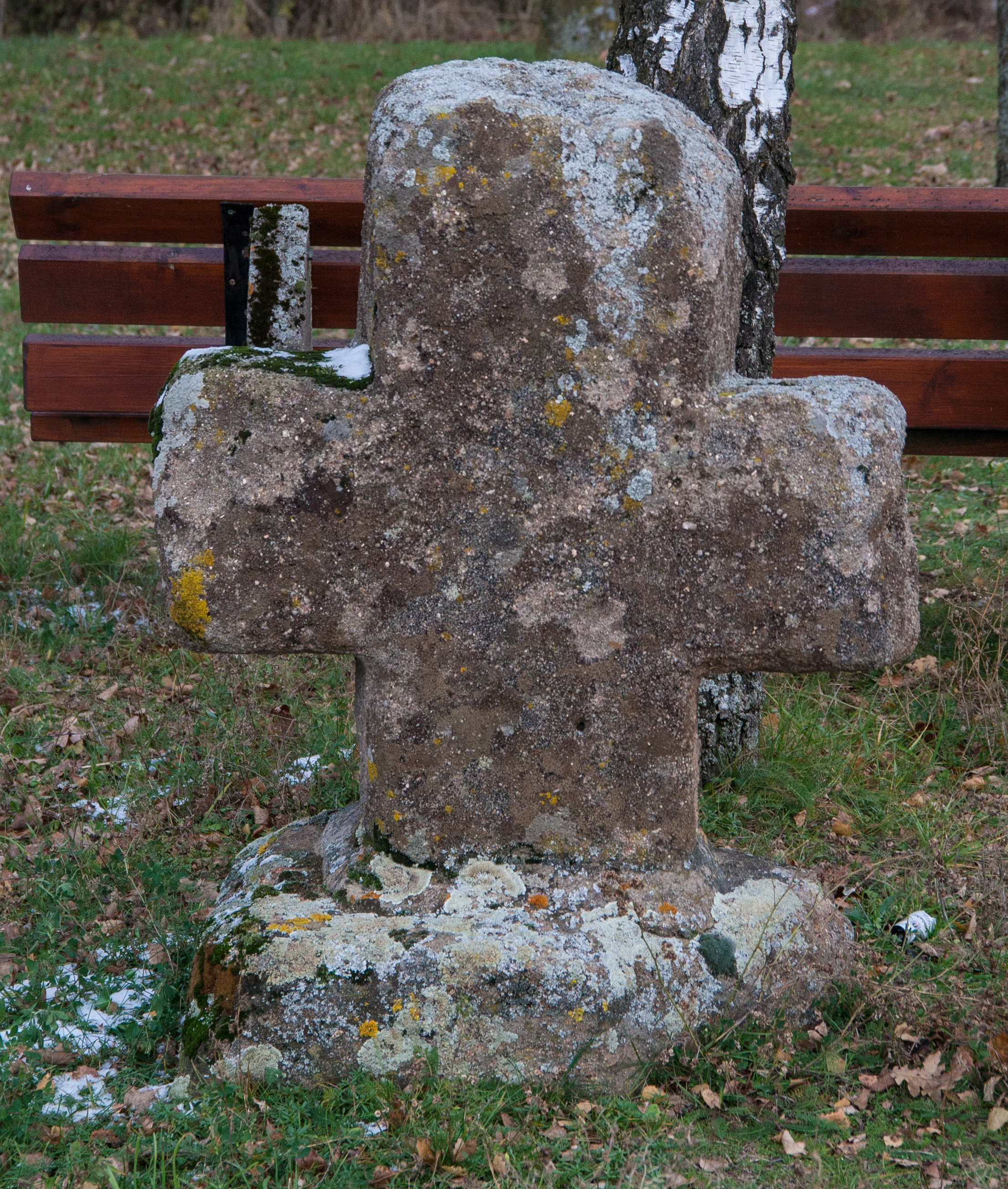
Metzgerkreuz bei Ottmannsberg

Das Steinkreuz bei Ottmannsberg ist ein historisches Flurdenkmal östlich von Ottmannsberg, einem Gemeindeteil der mittelfränkischen Stadt Spalt im Landkreis Roth in Bayern.

## Beschreibung

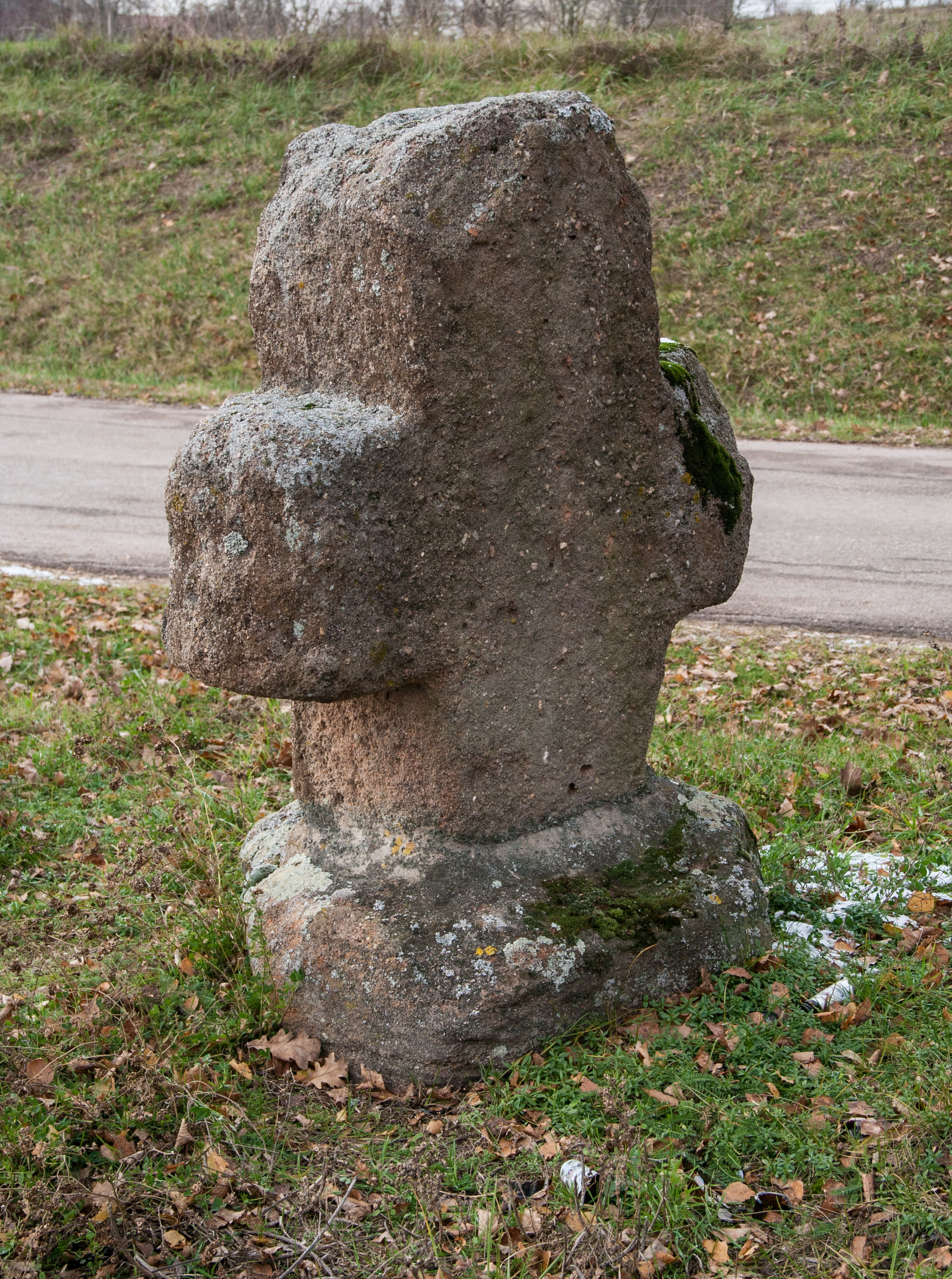
Rückseite des Steinkreuzes

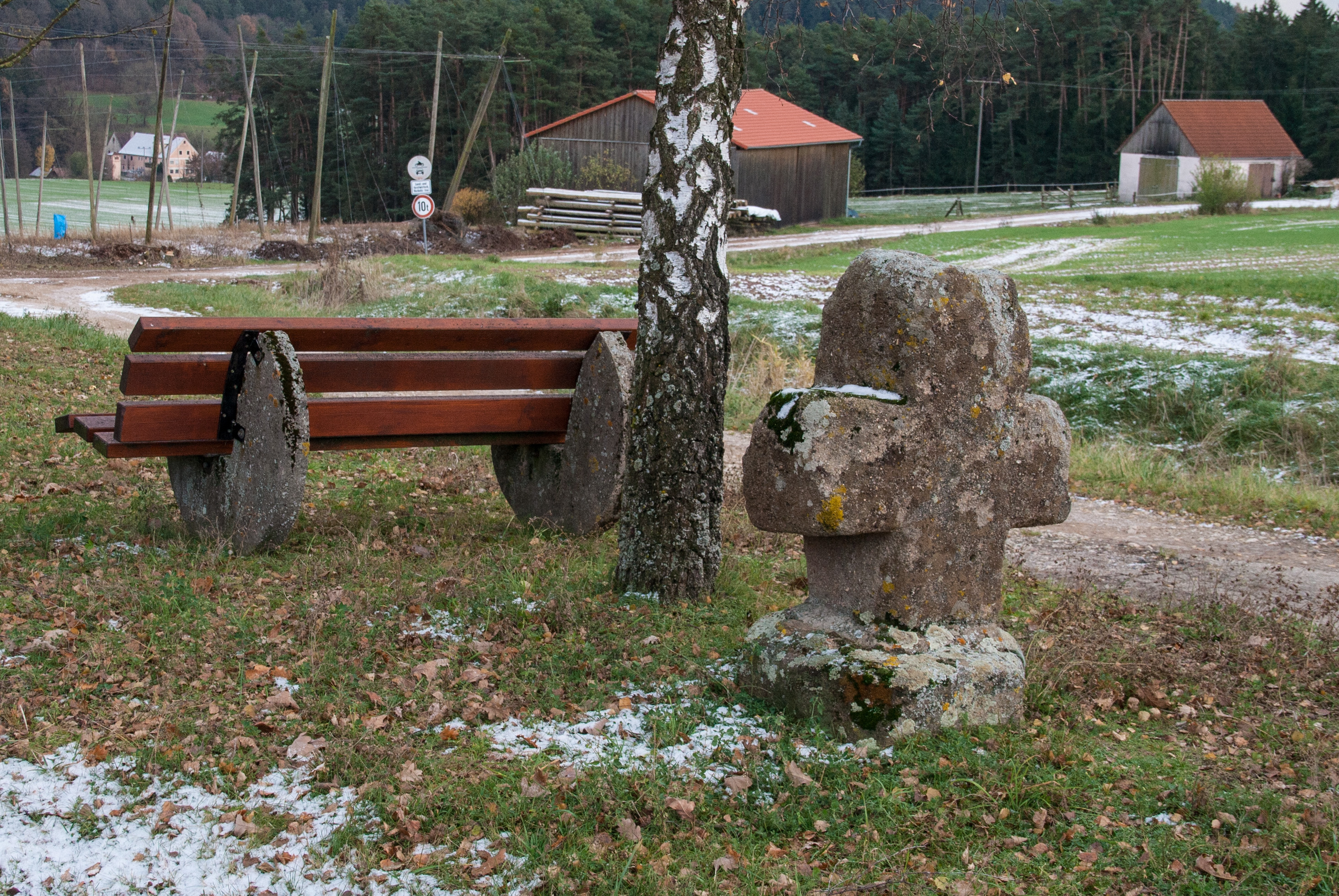
Blick auf den Standort

Das Steinkreuz steht etwa 300 Meter östlich von Ottmannsberg. Es befindet sich dort in einer kleinen Grünanlage einer Weggabelung. Das Kleindenkmal besteht aus Sandstein und steht auf einem neuzeitlichen Betonsockel. Es ist mäßig stark verwittert und hat die Abmessungen 80 × 50 × 20 cm. Es hat kleinere Abschläge an Kopf und Armen. Im BayernAtlas ist das Kreuz als „Schwedenkreuz“ bezeichnet.
Ein eindeutiger Bezug als Schwedenkreuz (1618–1648) kann nicht belegt werden. Wahrscheinlich handelt es sich um ein spätmittelalterliches Sühnekreuz, welches um 1980 an den heutigen Standort versetzt wurde. Über die Geschichte und anhängige Sagen ist nichts bekannt.